# 維索凱 (斯瓦托韋區)
49°50′3″N 38°15′7″E / 49.83417°N 38.25194°E
維索凯（烏克蘭語：Високе）是位於烏克蘭東部的村莊，由盧甘斯克州斯瓦托韋區的特羅伊茨凱市鎮負責管轄。該村始建於1950年，面積8.49平方公里，海拔高度156米，2001年人口23，人口密度每平方公里2.71人。